# 沖站 (石川縣)
沖站（日语：／ Oki eki */?）是位於石川縣小松市沖町，北陸鐵道小松線的鐵路車站（廢站）。

## 概要
在此站正式開業前，曾經以臨時車站的方式存在。而在於1980年（昭和55年）前，打越站站名牌中，鄰站的寫上「こまつ（おき）」，即「小松（沖）」。

## 歷史
- 1960年（昭和35年）4月1日：北陸鐵道小松線車站啟用[1]。
- 1986年（昭和61年）6月1日：小松線全線廢除，此站也被廢除[1]。

## 車站構造
此站是無人車站，設有1面1線的單式月台。月台在路軌的北邊。在此站啟用時，為了配合主力車輛MoHa1000形的地台高度，此站的月台比其他車站為高。在1979年，當年的上下車人次為平均每日200人。

## 現狀
車站遺址變成了兩線道路。

## 相鄰車站
北陸鐵道
小松線
小松－沖－打越

## 注腳
1. 1 2  今尾惠介《日本鐵道旅行地圖帳》6號 北信越（新潮社、2008年）p.28
2. ↑  RM LIBRARY 212 北陸鉄道小松線（寺田裕一・著　NEKO PUBLISHING　2020年4月1日初版）p.39

## 相關項目
- 日本鐵路車站列表 O